# Dragon Skulle
Dragon Skulle, anche scritto Dragonskulle, è un videogioco per Commodore 64 sviluppato e pubblicato da Ultimate Play The Game per il Natale del 1985. È il seguito di The Staff of Karnath, Entombed e Blackwyche, ed è il capitolo finale della saga dell'aristocratico avventuriero Sir Arthur Pendragon.

## Trama
Dopo essere fuggito dalla nave fantasma Blackwyche, Sir Arthur Pendragon è giunto all'Isola del Teschio. Qui si mette alla ricerca del Teschio di Cristallo delle anime, una entità malefica il cui potere rappresenta un terribile pericolo per l'umanità. L'avventura inizia sulla spiaggia dell'isola. 

## Modalità di gioco
Per prima cosa Arthur deve trovare una vanga, oggetto prezioso che gli permette di scavare nel terreno sabbioso della spiaggia alla ricerca di un altro oggetto utile: un velo che rende invisibili. Tale velo, utile in quei luoghi sotterranei che provocano perdita di energia vitale, può essere usato una sola volta nel corso della missione.
Lungo il suo percorso il nostro eroe deve non solo orientarsi all'interno dell'intricato labirinto di caverne e stanze sotterranee, ma anche uccidere diversi mostri che gli impediscono di proseguire nel suo percorso e stare attento alle stalattiti e alle infiltrazioni d'acqua che, cadendo dall'alto delle grotte, causano la perdita di energia vitale se entrano in contatto con lui.
Per tentare di acquistare una vita è possibile scavare nel terreno in corrispondenza dei luoghi in cui sono state sepolti i defunti e liberare le loro anime. Se si è fortunati si acquista una vita, in caso contrario verrà liberato un fantasma malefico che farà perdere ulteriore energia vitale